# Robin Bergman
Robin Bergman, född 12 juli 1988 i Stockholm, är en svensk professionell ishockeyspelare som spelar för Rungsted Seier Capital i Metal Ligaen.
Hans moderklubb är Hammarby IF.